# Kaapse papegaai
De Kaapse papegaai (Poicephalus robustus) is een vogel uit de familie Psittacidae (papegaaien van Afrika en de Nieuwe Wereld). De soort werd lang als ondersoort (en nominaat) van de bruinnekpapegaai (P. fuscicollis) beschouwd.

## Kenmerken
De vogel is ongeveer 30 cm lang en weegt ongeveer 300 g. Het mannetje en het vrouwtje verschillen iets van elkaar. Vrouwtjes hebben een oranje vlekje op het voorhoofd. Beide geslachten hebben een bruingekleurde kop, de snavel is ivoorkleurig, de keel is geel, de rug is blauwgroen en de poten blauwgrijs.

## Verspreiding en leefgebied
Deze soort is endemisch in oostelijk Zuid-Afrika, in de provincies KwaZoeloe-Natal en  Oost-Kaap en een kleine geïsoleerde populatie in de provincie Limpopo. Deze papegaai komt voor in naaldwouden van Podocarpus-soorten op 1000 tot 1400 m boven zeeniveau. De vogel heeft de gewoonte om te foerageren in lager gelegen gebieden.

## Status
De Kaapse papegaai heeft een beperkt verspreidingsgebied en daardoor is de kans op uitsterven aanwezig. De grootte van de populatie werd in 2017 door BirdLife International geschat op 730 tot 1200 volwassen individuen en de populatie-aantallen nemen af door ontbossing en door vangst voor de kooivogelhandel. Om deze redenen staat deze soort als kwetsbaar op de Rode Lijst van de IUCN.
Er gelden beperkingen voor de handel in deze papegaai, de soort staat in de Bijlage II van het CITES-verdrag.